# Portrait de Cecilia Gozzadini
Le Portrait de Cecilia Gozzadini est une peinture à l'huile attribuée à Parmigianino, datée d'environ 1530 et conservée au musée d'histoire de l'art de Vienne.

## Description
Sur un fond sombre, une jeune femme regarde le spectateur, vêtue d'une robe rose aux manches bouffantes, à la mode de l'époque. Sa robe est ouverte sur l'avant, découvrant un maillot de corps blanc appelé guimpe, maintenues ensemble au niveau du cou avec un ruban de la même couleur que la robe. Elle est coiffée d'un couvre-chef appelé balzo avec de la broderie d'or, d'après un modèle répandu dans l'Italie de la Renaissance, qui est similaire à celui de son Esclave turque, ou du Portrait d'Isabelle d'Este du Titien, créé entre 1534 et 1536. La femme a été identifiée comme étant Cecilia Gozzadini par le musée.

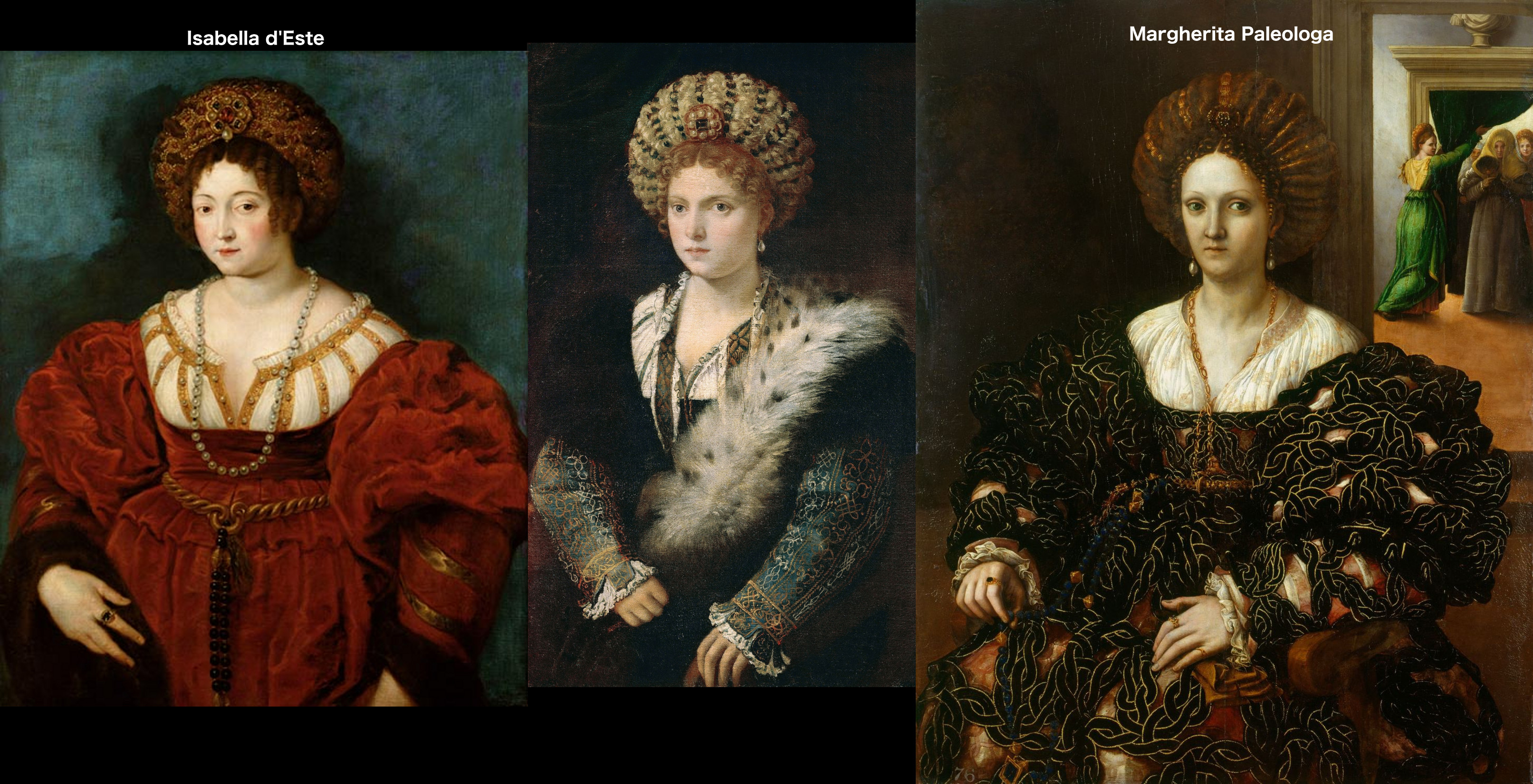
Trois exemples de femmes portant balzo et guimpe
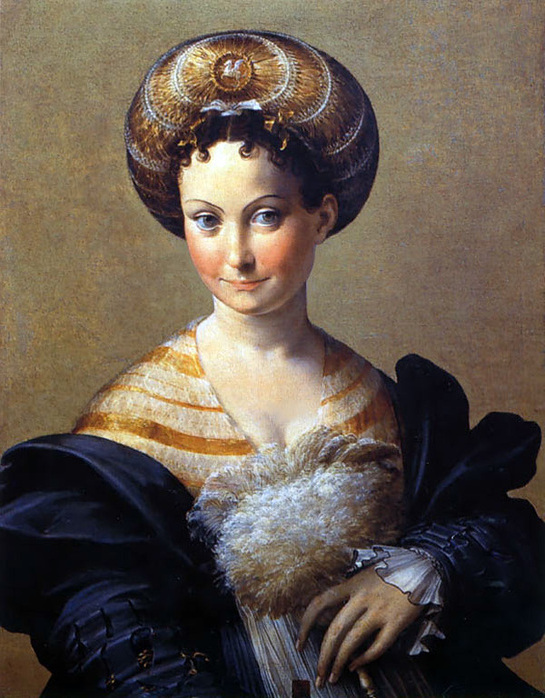
Esclave turque, Parmigianino

## Histoire
L'œuvre a fait partie de la collection du duc d'Hamilton, qui l'a ramené à Londres. En 1659, elle fut rachetée par l'archiduc Léopold-Guillaume d'Autriche, dont la collection est devenue plus tard une partie de l'actuel musée. Après les années 1660, le tableau a été découpé, mais on a pu être documenté sur son état d'origine, qui comportait une partie plus importante occupée par le rideau vert à gauche et des mains tenant un livre.

La peinture doit avoir été populaire puisqu'elle se trouvait dans le cabinet de l'archiduc, comme on l'a dépeint dans sa galerie de peintures.

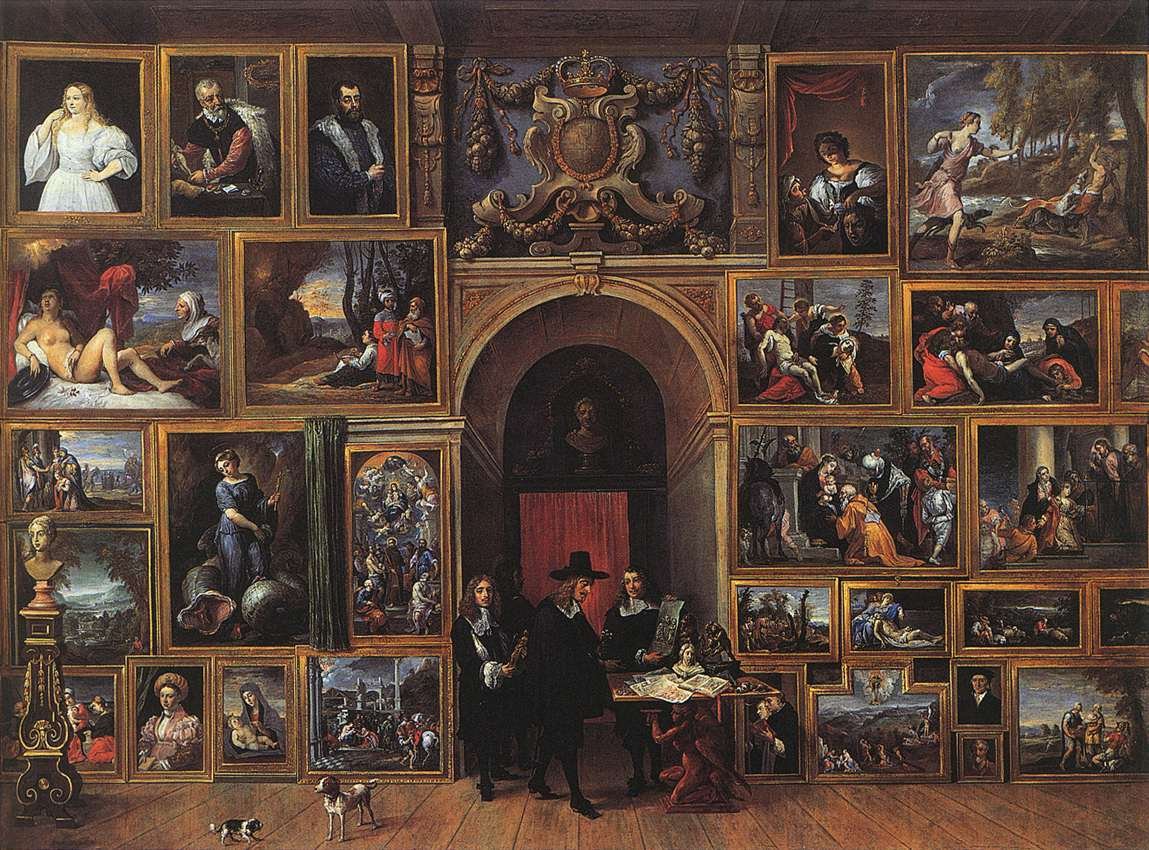
Galerie de l'Archiduc Léopold-Guillaume (Bruxelles), (musées royaux des beaux-arts de Belgique)
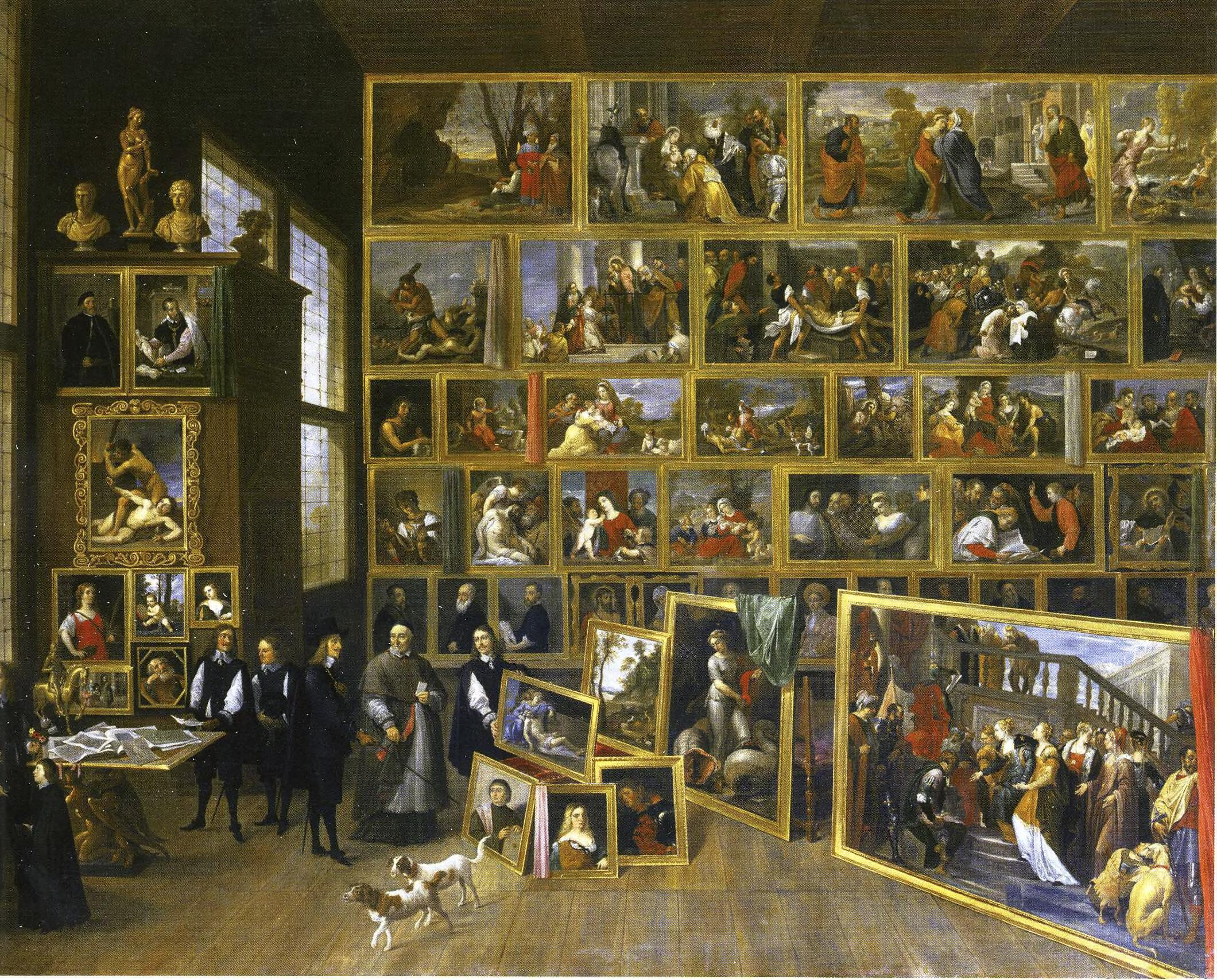
Galerie de l'Archiduc Léopold-Guillaume, à Bruxelles (Petworth) (collection de Petworth House)
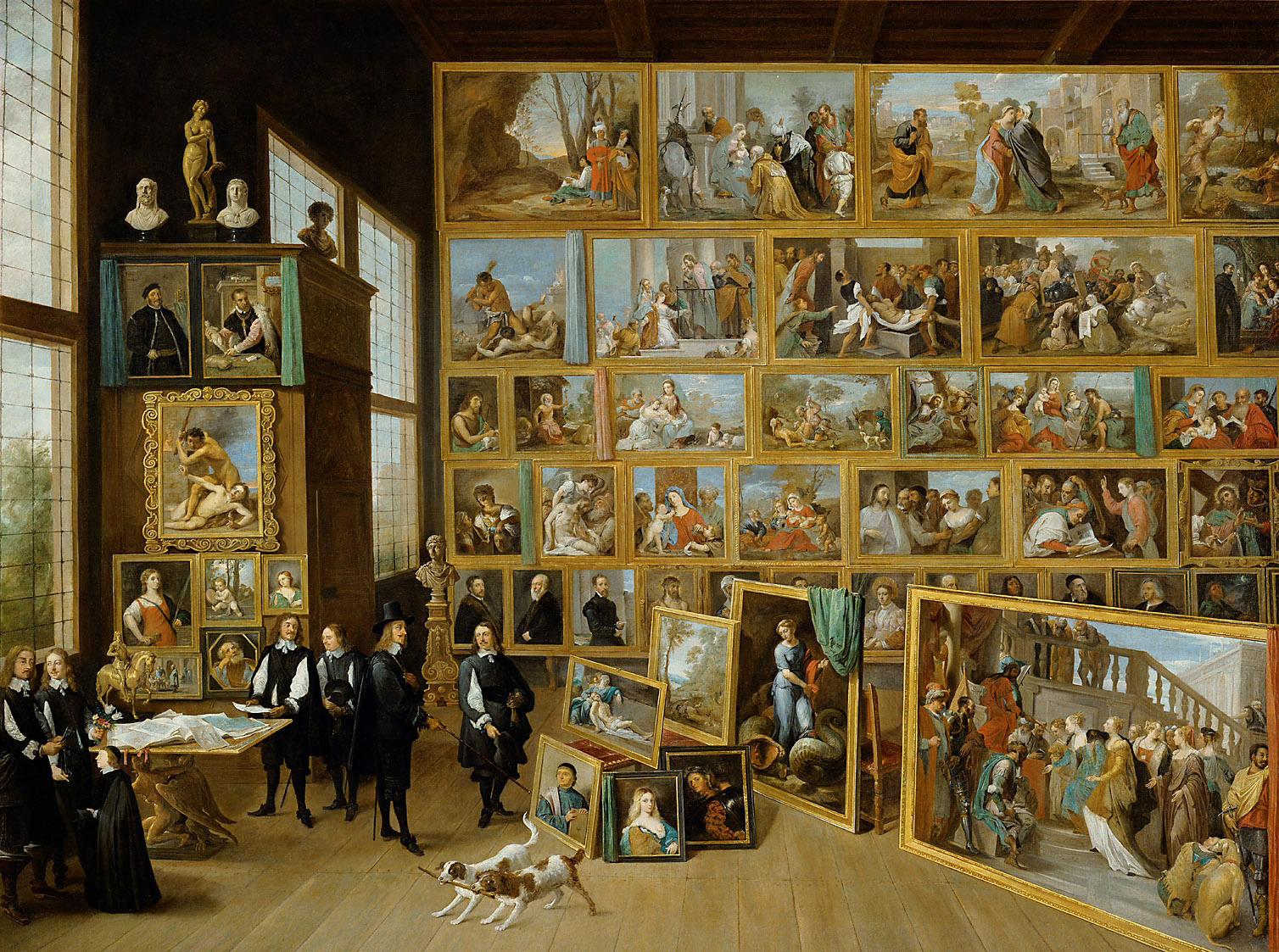
Galerie de l'Archiduc Léopold-Guillaume, à Bruxelles (Vienne) (musée d'histoire de l'art)